# 신성필
신성필(1976년 8월 17일 ~)은 삼성 라이온즈의 전 야구 선수다. 경북고등학교를 졸업했다.
한편, 2001년 시즌 후 삼성에서 방출된 뒤 모교 경북고 투수코치로 지도자 생활을 시작했으며 그 이후 여러 팀에서 투수코치를 역임했다가 삼성 입단 동기인 김승관 상원고 감독의 부름을 받아  2022년 상원고 코치로 부임했다.

## 등번호
- 69 (1995)
- 15 (1996~2001)

## 같이 보기
- 1995년 삼성 라이온즈 시즌
- 1996년 삼성 라이온즈 시즌